# Richard Sorge
Richard Sorge (Bakú, 4 de octubre de 1895-Tokio, 7 de noviembre de 1944) fue un espía soviético de origen alemán, conocido por haber trabajado para la inteligencia militar soviética. Usó el nombre en clave de Ramsay (en ruso: Рамза́й). Es considerado uno de los espías más famosos e importantes de la historia, debido a que sus informes permitieron al alto mando soviético saber que Japón no atacaría a la Unión Soviética y reducir las tropas apostadas en el Este para reforzar el frente occidental y rechazar la ofensiva alemana.
Obtuvo el grado de doctor en Ciencias Políticas y fue voluntario del Ejército imperial alemán en la Primera Guerra Mundial, de la que regresó del frente condecorado con la Cruz de Hierro y convencido del ideal socialista. Desde 1933 se asentó como periodista en Japón, donde realizó labores de espionaje durante los siguientes años. Tras el comienzo de la Segunda Guerra Mundial, estando en Tokio se enteró de la inminente invasión alemana a la Unión Soviética, en 1941, pero su informe fue desoído por Stalin. Los japoneses, que desconfiaban de él, lo arrestaron en septiembre de ese mismo año. Finalmente, fue ejecutado en noviembre de 1944.
En noviembre de 1964, a los veinte años de su ejecución, fue declarado Héroe de la Unión Soviética.

## Biografía

### Infancia y juventud
Sorge nació en Sabunchi, un suburbio de Bakú —entonces una ciudad del Imperio ruso—, el 4 de octubre de 1895. Sus padres fueron Nina Kóbeleva, nativa rusa, y el ingeniero alemán Wilhelm Sorge, quien estaba al servicio de una compañía alemana que realizaba obras en los campos petrolíferos de Bakú. Dos años después de su nacimiento, la familia Sorge se mudó a Alemania, y allí se instaló en el barrio residencial de Lankwitz, Berlín. Richard era alemán, pero su madre, por medio de historias que le contaba, lo mantuvo estrechamente ligado al país donde nació. El cabeza de familia pasó a ocupar un alto puesto en un banco dedicado a la importación de petróleo ruso. Wilhelm Sorge falleció en 1911, aunque dejó una cómoda herencia a la familia.
Entre 1905 y 1914, Richard realizó estudios de primaria y secundaria en la escuela del distrito de Lichterfelde. A la edad de 15 años empezó a interesarse por la literatura alemana, especialmente las obras de Goethe y Schiller, que le influiría profundamente. También mostró un fuerte interés por las cuestiones sociales y políticas de la Alemania de la época. En ese periodo llegó a participar en las actividades del Jugendbewegung («movimiento juvenil»), entre las cuales estaban el excursionismo por bosques y montañas o los coros folclóricos. Al igual que muchos de sus compañeros, Richard compartía los ideales pangermánicos de esa generación.

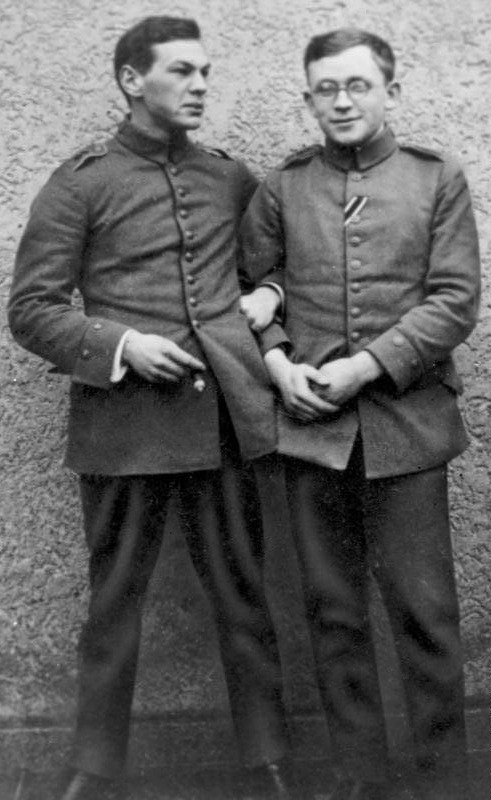
Sorge (Izq.) y el químico Erich Correns en 1915, durante la Primera Guerra Mundial.

En agosto de 1914, cuando se produjo el estallido de la Primera Guerra Mundial, Sorge se encontraba en Suecia haciendo excursionismo con sus compañeros. Contaba entonces 18 años. Al regresar a Alemania, en un contexto de movilización popular y un fuerte fervor nacionalista, rápidamente se alistó como voluntario en el Ejército Imperial. Destinado al batallón estudiantil de un regimiento de artillería de campaña, a finales de septiembre fue enviado al frente de combate. El 11 de noviembre de 1914 participó en su primera de acción de guerra, cuando todo el batallón estudiantil asaltó las posiciones franco-belgas en el frente de Flandes; la acción, que se saldó con un elevado número de bajas entre los jóvenes soldados, supuso su bautismo de fuego. A comienzos del verano de 1915 resultó herido por metralla de la artillería belga, siendo evacuado a un hospital militar de Berlín. Tras recuperarse, fue destinado al frente oriental, donde volvió a ser herido y tuvo que ingresar nuevamente en un hospital de Berlín. Los periodos que pasó de convalecencia los empleó para centrarse en los estudios, aprobando su examen final que le permitió obtener su certificado de estudios. Sin embargo, su estancia en la retaguardia resultó ser una experiencia muy desmoralizadora, dado que fue testigo de los estragos que causaron las restricciones de alimentos y bienes básicos en el pueblo alemán; ello le hizo cuestionarse sus propios ideales de clase media y los motivos reales por los que Alemania había ido a la guerra.
En la primavera de 1916 volvió al frente oriental, incorporándose a su antigua unidad de artillería. Sin embargo, allí se encontró con que la moral de sus compañeros también había decaído y muchos de ellos se mostraban críticos ante la futilidad de la guerra. Fue en este momento cuando entró en contacto con grupos izquierdistas que preconizaban la necesidad de un cambio radical en lo político y en lo social. Mientras se encontraba combatiendo en el sector de Minsk, Sorge volvió a ser herido por tercera vez; en esta ocasión fue evacuado a un hospital militar de Königsberg, Prusia oriental. Como resultado de las heridas quedó con una cojera permanente.
Durante ese periodo de convalecencia estuvo a cargo de un grupo de enfermeras izquierdistas, a través de las cuales entró en contacto con la doctrina marxista. Tras quedar liberado de sus obligaciones militares, pasó a centrarse en los estudios universitarios.

### Actividad política
En enero de 1918, unos meses después de producirse la Revolución Bolchevique en Rusia, Sorge se afilió al Partido Socialdemócrata Independiente de Alemania (USPD). Esto coincidió con su matriculación en la Universidad de Kiel, donde cursó estudios de Filosofía y Economía Nacional. Durante los últimos meses de la contienda, Sorge realizó diversas actividades de agitación política entre los marineros y trabajadores navales de Kiel. En 1919 obtuvo su doctorado «Summa Cum Laude» por la Universidad de Hamburgo, por un trabajo sobre las Cooperativas. Ese mismo año ingresó en el naciente Partido Comunista de Alemania (KPD), donde desarrolló una intensa actividad. En 1921 asistió al II Congreso del KPD como delegado oficial de Renania del Norte-Westfalia. En estos años desempeñó diversos puestos de trabajo, llegando a trabajar como periodista para varios medios de ideología comunista. Su militancia en el KPD, sin embargo, le impidió poder aspirar a un empleo en la universidad.
En la primavera de 1921 contrajo matrimonio con Christiane Gerlach, que anteriormente había estado casada con uno de los profesores de Richard.
Durante los siguientes años el matrimonio Sorge residió en Fráncfort, donde mantuvieron contacto con destacados comunistas del momento. En 1923, durante una actividad organizada por el KPD, Sorge conoció a David Riazánov, un conocido intelectual soviético y director del Instituto Marx-Engels de Moscú.

### Espía soviético
Sorge, que había cautivado el interés de la inteligencia soviética, se convirtió en 1924 en miembro del servicio de información de la Internacional Comunista (Komintern), por lo que abandonó su anterior vida en Alemania y se trasladó a Moscú. Ese mismo año también adquirió la ciudadanía soviética. Llegó a realizar varias misiones de espionaje para la Komintern en Alemania, Escandivania y Reino Unido. La relación con su mujer, que lo llegó a acompañar a la Unión Soviética, acabaría rompiéndose y ambos terminaron divorciándose en 1932. Por el contrario, mantuvo relaciones sentimentales con su traductora rusa, Katya Maksímova, con la que llegaría a contraer matrimonio. En esta época llegó a afiliarse al Partido Comunista de la Unión Soviética (PCUS). En 1929 pasó a formar parte de la sección IV del Ejército Rojo, es decir, la dedicada a la inteligencia militar. Tras recibir formación en técnicas de espionaje, sus superiores lo destinaron a China; antes de ello pasó por Alemania, donde consiguió acreditación como corresponsal en China del Soziologische Magazin de Berlín.
Fue destinado a Shanghái, donde entró en contacto con los círculos conservadores de la comunidad alemana. Allí conoció a la periodista estadounidense Agnes Smedley, cuyos buenos contactos le serían muy útiles a Sorge; a través de Smedley entró en contacto con el periodista japonés Hotsumi Ozaki. También coincidió con la agente soviética Ursula Kuczynski, que al igual que él era alemana, y con la cual mantuvo una relación sexoafectiva en secreto. Sorge permaneció en Shanghái tres años, durante los cuales informó de sus investigaciones sobre la situación del país. Fue testigo de los serios incidentes que el creciente imperialismo japonés desencadenaría en China, incluida la invasión de Manchuria y la posterior fundación del Estado títere de Manchukuo. A partir de ese momento, Japón se convirtió en una amenaza directa para la Unión Soviética. Tres años después de su llegada a China, sus superiores, que estaban muy satisfechos con su trabajo, le ordenaron regresar a Moscú y le reasignaron otro destino.

### Período en Japón
En mayo de 1933 volvió a Alemania. En esa fecha Adolf Hitler ya era canciller de Alemania, tras la toma de poder por los nazis. Durante su estancia hizo contactos con el Partido Nazi y con publicaciones alemanas para que lo enviaran a Japón como corresponsal. Sorge viajó a Japón a través de los Estados Unidos. Llegó al país en septiembre de 1933, tomando contacto con la red de espionaje que ya operaba en el país. A pesar de su odio hacia Hitler, llegó a afiliarse al Partido Nazi para que ello le ayudase a encubrir su misión real. El 1 de octubre de 1934 se hizo miembro del NSDAP/AO, con el número de miembro 2.751.466. También se convirtió en corresponsal del Frankfurter Zeitung para Japón; dado que en ese momento constituía el periódico alemán más prestigioso, su estatus como corresponsal en Tokio del Frankfurter Zeitung hizo de él el reportero alemán más importante de Japón. Además, la reputación de Sorge como periodista nazi que detestaba a la Unión Soviética fue una excelente «tapadera» para su trabajo de espionaje. Sorge fue informado por sus superiores del departamento de inteligencia militar de que su misión en Japón consistiría en «entregar un estudio muy cuidadoso acerca si Japón planeaba o no atacar a la URSS».

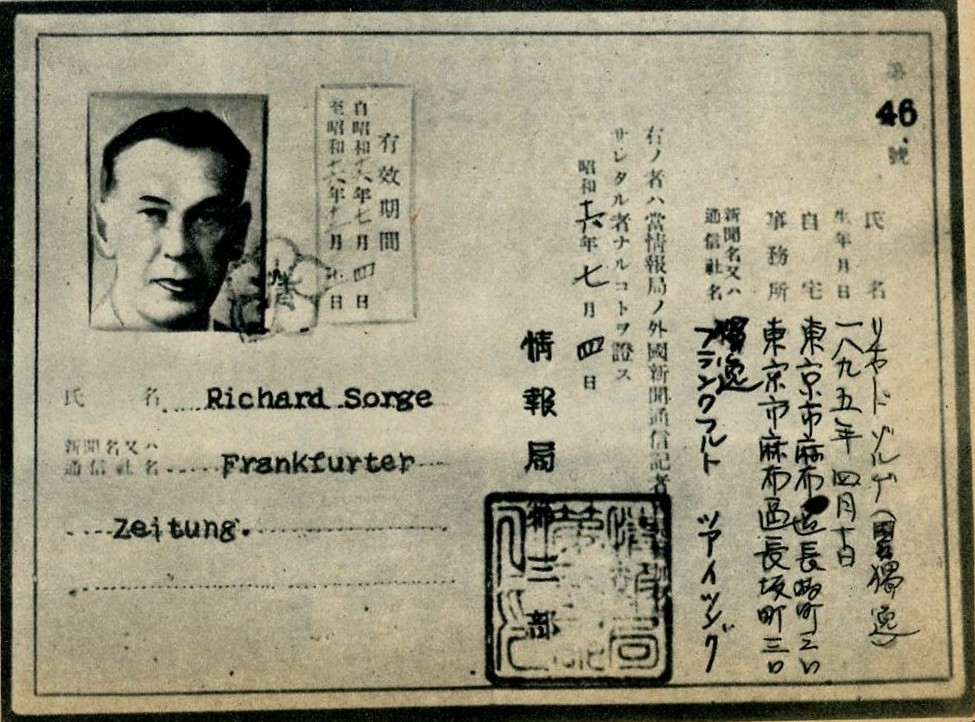
Pase de prensa japonés utilizado por Sorge (c. 1941).

Aparentando ser un ardiente nazi, Sorge fue bien recibido en la embajada alemana. De hecho, un periodista japonés que lo conocía llegó a describirlo en 1935 como el «típico nazi, espadachín, arrogante... de temperamento rápido, que bebía mucho». En su faceta de corresponsal de Japón para el Frankfurter Zeitung, Sorge pronto desarrolló una red de fuentes sobre la política japonesa, y en poco tiempo los diplomáticos alemanes —incluido el embajador Herbert von Dirksen— llegaron a depender de Sorge como una fuente de información sobre el Revolucionario y secreto de la política japonesa. Que Sorge tuviera un conocimiento fluido del japonés aumentó aún más su estatus. Sorge estaba muy interesado en la historia y la cultura asiática, especialmente en la de China y Japón, y en la medida de lo posible trató de aprender tanto como pudo. No tardó en ganarse la «absoluta confianza» de la embajada alemana en Tokio, especialmente del coronel Eugen Ott —el entonces agregado militar alemán en Tokio—, con el que lograría entablar una estrecha relación que derivaría en amistad. Ello le permitió acceder a documentación alemana de alto nivel y también a los planes militares japoneses que recibía la embajada alemana. Asimismo logró tener conocimiento de información japonesa de alto nivel, pudiendo alertar a Moscú del estallido de la guerra entre China y Japón en 1937 o también sobre las verdaderas intenciones de Japón durante los duros combates fronterizos entre japoneses y soviéticos.
En la capital japonesa, Sorge residía en una casita de dos pisos situada en el distrito de Azabu. A lo largo de estos años mantuvo relaciones con varias mujeres, entre las que se encontraba la esposa de Eugen Ott. También conoció a una joven japonesa llamada Hanako Ishii, de la que se enamoró y con la cual llegaría a mantener relaciones sentimentales durante seis años —entre 1935 y 1941—. De entre todas las relaciones que Sorge mantuvo con mujeres, sería con Hanako Ishii la que mayor tiempo duró.
El Japón de los primeros años treinta cobraba tintes fascistas. El gobierno no tenía más lealtad del Ejército que la nominal, y la crisis económica derivada del Crack del 29 había dado a los militaristas una excusa inmejorable para forcejear con los moderados por las riendas del poder. Las presiones sobre los intelectuales y las detenciones de izquierdistas crecían de un modo espectacular. En 1935 Sorge tuvo que viajar a Moscú para presentar su informe en persona. Pidió en aquella ocasión que se sustituyera al operador de radio por Max Clausen. Con el equipo definitivo llegó la gran noticia de que Ozaki había sido aceptado en el gabinete del primer ministro, con lo que tendrían acceso a buena parte de las decisiones gubernamentales, algo vital para la red. Mientras tanto, los problemas en China continuaban y los japoneses la invadieron tras una larga guerra.
Los miembros más relevantes del equipo de Sorge en Tokio eran Hotsumi Ozaki —periodista y analista político—, Yotoku Miyagi —comunista oriundo de Okinawa y pintor profesional—, Branko Vukelić —corresponsal de la agencia Havas, de origen croata— y Max Clausen —operador de radio alemán—. Ozaki, un conocido escritor y periodista que más adelante llegó a trabajar para el político y estadista Fumimaro Konoe, sería el miembro más importante de la red Sorge.
Hotsumi Ozaki, que procedía de una familia japonesa muy influyente, era un idealista sinófilo que creía que Japón tenía mucho que enseñar a China. Sin embargo, no tardaría en quedar horrorizado por el racismo de la política japonesa hacia China. A partir de ese momento Ozaki empezó a creer que el sistema político existente en Japón —con el emperador venerado como un dios— debía terminar, y que para salvar a Japón del fascismo se necesitaba que el país «fuera reconstruido como Estado socialista».
Sorge tuvo un accidente en motocicleta del que se salvó de milagro y por tanto también la suerte del grupo. Empezaban a producirse en Japón episodios de importancia para la URSS, pues el general soviético Genrikh Lyushkov —que poseía información política y militar— desertó y cruzó la frontera de Manchukuo. La inteligencia japonesa estaba encantada de tenerlo en sus manos. Sorge se encargó de averiguar para Moscú lo que el general pudiera revelar. Otra actuación importante del círculo (así se llamaban) fue durante el enfrentamiento soviético-japonés en el cerro de Chang-ku-feng (la batalla del Lago Jasán), con este hecho se logró descubrir que aunque el enfrentamiento abría las puertas de Siberia a los nipones, éstos preferían centrarse en China y no declarar la guerra a los soviéticos.
A pesar de los buenos servicios de Sorge, su suerte pareció cambiar en 1938 al comenzar la llamada Gran Purga. Su jefe directo en la GRU, Jan Karlovich Berzin, era ejecutado en julio de 1938. Stalin, quien desconfiaba de todos, tenía una pobre opinión de Sorge y su camarilla, pero le mantuvo en funciones.

### Segunda Guerra Mundial

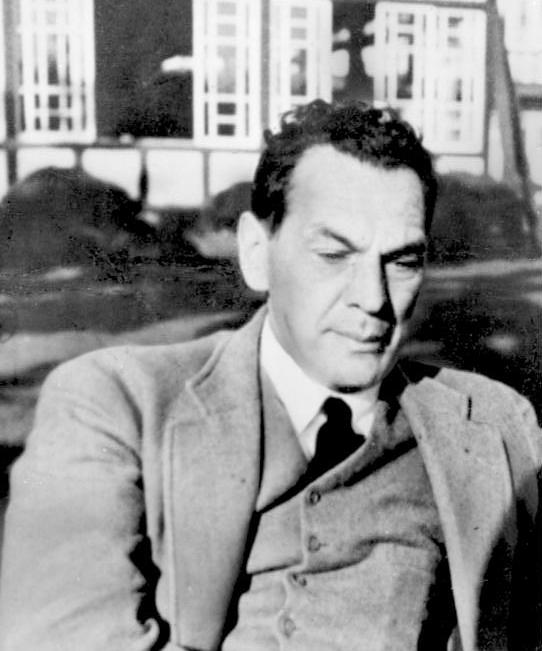
Richard Sorge, en 1940.

Sorge informó al Ejército Rojo sobre el Pacto Antikomintern, el ataque a Pearl Harbor y posiblemente sobre la Operación Barbarroja. Según el análisis de Gordon Prange, Sorge sólo afirmó que el ataque tendría lugar el 20 de junio de 1941, y señala que él mismo nunca sostuvo haber hablado de la fecha efectiva (el 22 de junio) antes de que ocurriesen las operaciones. La fecha del 20 de junio le fue señalada a Sorge por el teniente coronel Friedrich von Schol, quien era agregado militar en la embajada alemana en Tokio.
Sin embargo, en 1964 la prensa soviética informó que el 15 de junio de 1941 Sorge transmitió una misiva informando que, "La guerra comenzará el 22 de junio." Prange y su equipo escribieron sus tesis antes de que las autoridades rusas desclasificaran documentos relativos a las actividades de Sorge. Recientemente se ha citado a Stalin ridiculizando a Sorge y a sus actividades de inteligencia antes del lanzamiento de la Operación Barbarroja, señalando que "no iba a creer a un pervertido que organizaba fábricas y burdeles en Japón", quien incluso osaba hablar de un ataque alemán el 22 de junio.
Al ocurrir la invasión alemana, las consideraciones hacia Sorge cambiaron, se le solicitó urgentemente, tratar de conocer las intenciones de Japón en la frontera soviética oriental y en septiembre de 1941, él informó que Japón no tenía planes para invadir la Unión Soviética durante ese año. Ante esas evidencias, Stalin ordenó el traslado de la mitad de las tropas siberianas, que resguardaban la frontera con Manchukuo (estado títere del Imperio Japonés) en dirección a Moscú. Poco después y con ayuda del invierno, las fuerzas alemanas fueron detenidas, frustrándose el asalto final a la capital de la Unión Soviética.
Debido a ese movimiento de tropas, los alemanes, quienes estaban al límite de su capacidad de aprovisionamiento y totalmente agotadas por el duro invierno, se encontraron con tropas rusas de refresco y más combativas en clima extremo, que estando en mejor estado pudieron detener el ataque y rechazarlo. Aunque patrullas alemanas de vanguardia lograron estar a la vista del Kremlin, el asalto final hubo de ser cancelado. La suerte estaba echada y el siguiente escalón sería Stalingrado, donde definitivamente se selló la suerte de la guerra.

### Arresto y juicio
La red de Sorge fue desenmascarada de modo casi accidental por la Kempeitai al detener en una redada común a sospechosos de ser comunistas; entre ellos estaba una persona relacionada con el pintor Miyagi, quien lo delató. Miyagi fue detenido, torturado y obligado a confesar todos los nombres de la red de espías. Sorge fue detenido, pero sus informes ya se encontraban en Moscú.
Las primeras noticias sobre el desmantelamiento de la red de espionaje aparecieron en la prensa de Tokio del 17 de mayo de 1942, ocho meses después de la detención de Sorge.
La detención de Sorge provocó una importante crisis de confianza entre alemanes y japoneses. Meisinger, el jefe de la Gestapo en la embajada de Tokio, estaba más preocupado por cazar alemanes que no realizaban el Heil Hitler y de hecho nunca llegó a sospechar de Sorge. Por su parte, el embajador Ott y sus colaboradores habían depositado su confianza en Sorge. El hecho de que fueran las fuerzas de seguridad niponas las que habían desarticulado la red de espionaje soviética dejó muy en entredicho la labor de Meissinger y de Ott ante los propios japoneses, que ahora desconfiaban profundamente de los diplomáticos alemanes en Tokio. A la larga, este escándalo supuso el final de Ott como embajador, y tras permanecer un tiempo apartado en un segundo plano, en 1943 sería sustituido por Heinrich Stahmer.
La estancia en la prisión no fue fácil para Sorge, quien debía convivir con los gritos y la agonía de otros prisioneros en las celdas de alrededor. Pero a pesar de las dificultades, Sorge logró sobrellevar su encarcelamiento. Otros de sus compañeros, sin embargo, no tuvieron tanta suerte. Branko Vukelić, que fue trasladado a una cárcel situada en la isla septentrional de Hokkaidō, falleció en enero de 1945 de diarrea crónica y malnutrición, aunque la versión oficial que se dio fue que había fallecido de neumonía. Sorge negoció con los japoneses el acuerdo que se respetaría la integridad de todas las mujeres de los involucrados si él colaboraba, y los japoneses aceptaron las condiciones.
La investigación japonesa sobre las actividades de Sorge acabaría alargándose varios meses.
Las autoridades japonesas llegaron a proponer a la embajada soviética en Tokio el intercambio de Sorge por un prisionero japonés. La propuesta fue realizada en tres ocasiones distintas, pero la respuesta soviética siempre fue la misma: negar que conocían a Sorge. Por su parte, los japoneses permitieron que pudiera recibir visitas de algunos amigos alemanes, como fue el caso de Karl Hamel, que posteriormente diría haberlo encontrado en buenas condiciones físicas y anímicas.

### Ejecución
Richard Sorge fue ejecutado en la horca el 7 de noviembre de 1944, aniversario de la Revolución Soviética, al igual que su amigo Hotsumi Ozaki. Mientras era escoltado hacia el lugar de ejecución, Sorge se mantuvo sereno y tranquilo. Fue ahorcado a las 10:20, aunque el médico de la prisión no certificó su muerte hasta las 10:36, dieciséis minutos después. Ozaki, por su parte, había sido ahorcado algunos minutos antes que Sorge. Su cuerpo fue enterrado cerca del cementerio de Zōshigaya.
Tras el final de la contienda, su antigua pareja sentimental Hanako Ishii buscó sin cesar los restos de Sorge, logrando encontrarlos en 1949; Ishii reconoció los huesos por las heridas de la Primera Guerra Mundial. En la actualidad los restos de Sorge descansan en una tumba del cementerio de Tama, un suburbio de Tokio.

## Repercusión posterior

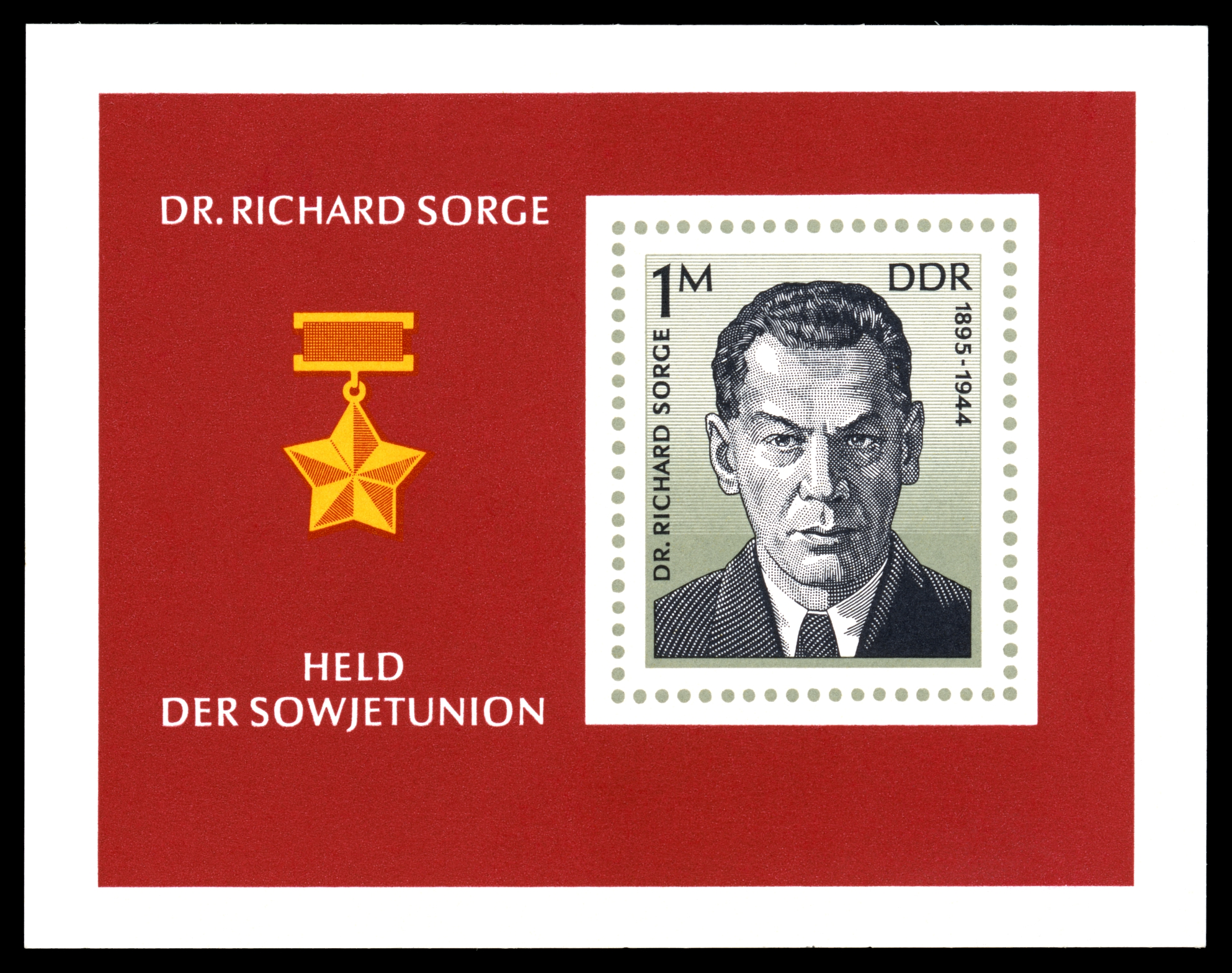
Sello postal dedicado a Richard Sorge emitido por la República Democrática Alemana

Tras el final de la Segunda Guerra Mundial, el territorio japonés fue ocupado por las fuerzas armadas de los Estados Unidos. Los estadounidenses, que no habían tenido constancia del caso Sorge, empezaron a conocer los detalles tras encontrar documentación del Ministerio de Justicia japonés. Tras varios años de investigación, el 10 de febrero de 1949 el llamado «Informe Sorge» fue hecho público en una conferencia en Tokio, teniendo un gran impacto. En el contexto de la época, con las tensiones de la Guerra Fría, el caso Sorge fue utilizado en determinados círculos estadounidenses como un arma política contra la Unión Soviética.
La Unión Soviética, que durante la contienda había negado a los japoneses que Sorge fuera uno de sus espías, en 1964 admitió públicamente que había sido uno de sus espías y fue honrado póstumamente con el título honorífico de «Héroe de la Unión Soviética», concedido por el presidente Nikita Jrushchov. Por su parte, en la República Democrática Alemana le fueron dedicadas varias calles y monumentos conmemorativos en ciudades como Dresde o Berlín, que fueron mantenidas luego de la unificación alemana.
La Unión Soviética le concedió a su compañera Hanako Ishii una pensión vitalicia. Ella, escribió tres libros sobre Sorge y visitó su tumba en Tokio todos los años, hasta su muerte en julio de 2000.

## Cultura popular
La historia de Sorge ha sido tema de varias películas. Entre ellas la francesa Qui etes-vous, Monsieur Sorge ? (1961), la japonesa Spy Sorge (2003) y la serie rusa Richard Sorge, maestro del espionaje (doce episodios, 2019), que puede encontrarse en Youtube traducida al español.
Uno de los admiradores de Sorge fue el escritor británico y oficial de inteligencia Ian Fleming quien dijo que «Sorge es el hombre al que yo considero el espía más formidable de la historia». Se ha dicho que probablemente sirvió de inspiración para las novelas de James Bond.